# Predvorje
Predvorje ili lobi (engleski: lobby) prostorija je u građevini koja se uobičajeno nalazi na ulazu u kuću, hotel, rezidenciju, državnu instituciju, poslovnu ili stambenu zgradu. Ovisno o veličini i namjeni, može se nazivati i predsobljem, recepcijom ili foajeom. Često se radi o velikoj prostoriji ili kompleksu prostorija (u kazalištu, operi, koncertnoj dvorani, izložbenom prostoru, kinu, i drugdje) uz gledalište. Može biti odmaralište za gledatelje, osobito prije predstave i u pauzama, ali i kao mjesto slavlja ili svečanosti nakon predstave.
Za razliku od predvorja, predsoblje (engl. anteroom ili antechamber) obično je manja prostorija ili čekaonica koja vodi u veću, važniju prostoriju te ne mora nužno biti na samom ulazu u zgradu.
Od sredine 1980-ih postoji rastući trend razmišljanja o predvorjima kao o nečemu znatno važnijem od obične prostorije koja vodi od vrata do dizala ili stubišta, odnosno kao o društvenim prostorima i mjestima trgovine. Provode se istraživanja kako bi se razvile ljestvice za mjerenje atmosfere u predvorju, te kako bi se poboljšao dizajn predvorja hotela.
Mnoge poslovne zgrade, hoteli i neboderi ulažu velike napore u ukrašavanje svojih predvorja kako bi kod posjetitelja stvorili slikovit dojam o ulaznim prostorijama.[nedostaje izvor]